# Walter Delius

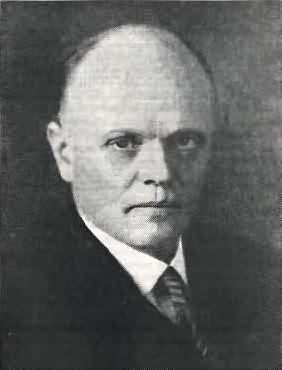
Walter Delius

Walter Delius (Siegen, 1 maart 1884 - Bremen 18 december 1945) was van 1940 tot 1942, tijdens de Tweede Wereldoorlog, 'Stadtkommissar' bij het militair bezettingsbestuur in Antwerpen.

## Levensloop
Delius was een zoon van Anton Delius, burgemeester van Siegen van 1881 tot 1919. Van 1903 tot 1906 studeerde hij rechten aan de universiteiten van Tübingen en Münster. In 1910 promoveerde hij tot doctor in de rechten aan de Universiteit van Bonn.
In 1912 werd hij gemeenteraadslid in Bremerhaven en in 1917 werd hij burgemeester van Geestemünde, als lid van de liberale Duitse Volkspartij. Toen in 1924 Geestemünde fusioneerde met Lehe en de stad Wesermünde vormde, werd Delius burgemeester en bleef dit, minstens nominaal, tot aan zijn dood. In 1925 stelde hij zich vergeefs kandidaat voor het burgemeesterschap van Hannover. Van 1921 tot 1932 was hij lid van het parlement voor de provincie Hannover.
In 1936 werd hij lid van de NSDAP en slaagde erin, met de steun van Herman Goering, wijzigingen te brengen aan de omschrijving van de steden Bremen, Bremerhaven en Wesermünde, wat een uitbreiding inhield van deze laatste door de aanhechting van Bremerhaven. Delius bleef burgemeester, met Wilhelm Richter als locoburgemeester.
In 1939-1940 was hij tijdelijk burgemeester van Königshütte (Opper-Silezië). Van einde mei 1940 tot einde 1941 was hij stadscommissaris in Antwerpen. Van 1942 tot 1945 was hij opnieuw voltijds burgemeester van Wesermünde. 
Op 7 mei 1945 gaf de stad zich over aan het Amerikaans leger. Delius voerde de eerste onderhandelingen met het bezettingsleger, maar werd op 11 mei afgezet en gearresteerd. Hij bracht de volgende maanden door in de interneringskampen Westertimke, Fallingsbostel en Bremen. Hij liep er ziekten op die hem deden opnemen in een ziekenhuis in Bremen, waar hij overleed. Zijn drie zonen waren ondertussen gesneuveld.
In Geestemünde is hij herdacht met een Walter-Delius-Strasse.

## Delius in Antwerpen
De dag zelf van de Belgische overgave op 28 mei 1940 werd Delius 'Stadkommissar' in Antwerpen. Dit betekent dat hij de werkelijke leider werd. Hij vestigde trouwens zijn kantoor op het Antwerpse stadhuis. Dat hij ervoor zorgde dat Leo Delwaide tot waarnemend burgemeester werd benoemd, had te maken met het vertrouwen die deze in de havenkringen genoot, zowel in Antwerpen als in de Duitse havens. Delius was als burgemeester van Westermünde-Bremerhaven nauw bij de Duitse havenkringen betrokken.
De Stadtkommissar trad als bemiddelaar op tussen het stadsbestuur en het Duitse leger, aanwezig in Antwerpen in de Feltkommandantur. Daarnaast was hij ook 'Verwaltungschef' (bestuurschef), eerst voor Antwerpen en vanaf 1 december 1940 voor de hele provincie. Dit maakte hem verantwoordelijk voor alle burgerlijke en administratieve zaken.
Zodra hij was aangesteld trad Delius actief op bij het geven van een 'Genehmigung' (toestemming) aan te benoemen collaborerende burgemeesters en schepenen, met namen die hem door het VNV werden voorgesteld. Vooral na maart 1941 trad hij actief op en stelde kandidaten voor aan de gouverneur, zonder te wachten op wie de Belgische secretaris-generaal zou voorstellen. Het was onvermijdelijk dat de kandidaat die gesteund werd door de Stadtkommissar de voorkeur kreeg. Alleen aan hen gaf hij 'Genehmigung', terwijl hij liet weten dat andere kandidaten 'nicht geeignet' of 'untragbar' (onaanvaardbaar) waren. Als hij iemand wilde benoemde op plaatsen waar er een burgemeester in functie was, eiste hij diens ontslag of besliste zelf tot zijn afzetting, zoals in het geval van de Mechelse burgemeester Dessain.
Pas benoemd werd Delius de pleitbezorger voor het tot stand komen van een grote Antwerpse agglomeratie. Hij was met een dergelijke fusie vertrouwd, gezien hij er zelf een had doorgevoerd in Wesermünde. Hij ondervond de tegenstand van secretaris-generaal Jean-François Vossen, maar ook van de Nieuwe Ordegezinde provinciegouverneur Jan Grauls. Hij kreeg wel de steun van het Antwerpse schepencollege onder de leiding van burgemeester Delwaide en van de havenmilieus. Zodra Gérard Romsée benoemd was als secretaris-generaal, werden alle wettelijke bezwaren opzij geschoven, en realiseerde Delius op 15 september 1941 'zijn' Groot-Antwerpen. 
De georganiseerde Jodenverordeningen begonnen in Antwerpen al vanaf 1940. In zijn geschriften duidelijk gebleken dat Delius zeker geen vriend van de Joden was. Het was onder zijn bewind, vanaf 28 10 1940 dat Stad Antwerpen de Joden in het JODENREGISTER inschreef. Deze inschrijving betekende uiteindelijk hun doodvonnis.
Zie in dit verband ook zijn ondertekende Politie-verordening betreft de Joden van Antwerpen van September 1941.
Einde december 1941 achtte Delius dat hij door het tot stand komen van Groot-Antwerpen, met het benoemen van talrijke nieuwe collaboratiegezinde burgemeesters en met het organiseren van het Duitse plaatselijk bevel, zijn opdracht voltooid had en vroeg en verkreeg de terugkeer naar zijn eigen gemeente, waar hij niet van had opgehouden burgemeester te zijn. In Antwerpen werd hij opgevolgd door de jurist Martin Seyfert, lid van de NSDAP en SS-officier binnen de 'Dienststelle Jungclaus'.

## Bron
- SOMA,Walter Delius als Deutscher Stadtkommissar in Antwerpen, 1940-1941, AB2011.